# Les Russes arrivent (film, 1966)
Pour les articles homonymes, voir Les Russes arrivent.
Pour plus de détails, voir Fiche technique et Distribution.
Les Russes arrivent (ou Les Russes arrivent, les Russes arrivent, en anglais : The Russians Are Coming, the Russians Are Coming) est un film américain réalisé par Norman Jewison, sorti en 1966.

## Synopsis
Un sous-marin de la marine soviétique s'échoue malencontreusement sur les côtes américaines à proximité de Gloucester. Des membres d'équipage débarquent dans la ville afin de récupérer un bateau pour dégager le sous-marin. Mais la population croit alors à une invasion des Russes.

## Fiche technique
- Titre original : The Russians Are Coming, the Russians Are Coming
- Titre français : Les Russes arrivent, les Russes arrivent
- Titre français stylisé : Les Russes arrivent, les Яusses aяяiveиt
- Réalisation : Norman Jewison
- Scénario : William Rose d'après le livre de Nathaniel Benchley (en)
- Production : Norman Jewison, Walter Mirisch
- Musique : Johnny Mandel
- Photographie : Joseph F. Biroc
- Montage : Hal Ashby et J. Terry Williams (en)
- Pays de production : États-Unis
- Format : couleur - 2,35:1 - mono
- Genre : comédie[1], guerre
- Durée : 126 minutes
- Dates de sortie : 
  - France : 23 novembre 1966
  - États-Unis : 25 mai 1966

## Distribution
- Alan Arkin (VF : Michel Roux) : Lieutenant Rozanov
- Carl Reiner (VF : Michel Gudin) : Walt Whittaker
- Eva Marie Saint (VF : Nelly Benedetti) : Elspeth Whittaker
- Brian Keith (VF : Jean Martinelli) : Chef de la Police Link Mattocks
- Jonathan Winters (VF : Henry Djanik) : Norman Jones
- Paul Ford (VF : Lucien Raimbourg) : Fendall Hawkins
- Theodore Bikel : Le capitaine du sous-marin
- Andrea Dromm : Alison Palmer
- Tessie O'Shea (en) (VF : Hélène Tossy) : Alice Foss
- John Phillip Law : Alexei Kolchin
- Ben Blue (VF : Guy Piérauld) : Luther Grilk
- Philip Coolidge (VF : Serge Nadaud) : M. Porter
- Doro Merande : Muriel Everett
- Peter Brocco (VF : Fernand Fabre) : le révérend Hawthorne
- Laurence Haddon (VF : Pierre Garin) : Marvin, le patron du bar
- Don Keefer (VF : Jean Berton) : Irving Christiansen